# Cetineit
Cetineit – minerał z rodziny siarczków. 

## Właściwości
Krystalizuje w układzie heksagonalnym. Wykształca kryształy o pokroju słupkowym, igiełkowym oraz włóknistym. Występuje w skupieniach promienistych, wiązkowych i zbitych. Jest minerałem krajalnym przezroczystym do przeświecającego. Częstymi zanieczyszczeniami w strukturze są krzem i siarka.

## Występowanie
Występuje w strefach utleniania epitermalnych wystąpień z minerałami antymonu. Towarzyszą mu antymonit, senarmontyt, klebersbergit, kalcyt, kwarc, baryt oraz markasyt. 

## Miejsce występowania
Występuje głównie we Włoszech (Sardynia i Toskania). Stwierdzony także w Chinach i Luksemburgu. 